# Diploperculata
Infra-ordre
Super-familles de rang inférieur
- † Adelophthalmoidea Tollerton, 1989
- † Carcinosomatoidea Stoermer, 1934
- † Pterygotioidea Clarke and Ruedemann, 1912
- † Pterygotoidea Clarke and Ruedemann, 1912
- † Waeringopteroidea Tetlie, 2004

Diploperculata est un infra-ordre des Euryptérides, un groupe éteint d'arthropodes aquatiques communément appelés « scorpions de mer ». Le nom dérive du grec διπλόω (« double ») et du latin operculum qui fait référence à la caractéristique distinctive qui unit les superfamilles incluses dans le groupe, à savoir un opercule génital constitué de deux segments fusionnés.
Le groupe contient les trois superfamilles Eurypterines Carcinosomatoidea, Adelophthalmoidea et Pterygotioidea ainsi que le clade « Waeringopteroidea » non encore décrit. Avant sa description, le clade Diploperculé des Euryptérines avait été remarqué comme groupe monophylétique d'Euryptérines dérivés formant un taxon frère de la superfamille des Eurypteroidea.